# Logania micrantha
Logania micrantha är en tvåhjärtbladig växtart som beskrevs av George Bentham. Logania micrantha ingår i släktet Logania och familjen Loganiaceae. Inga underarter finns listade i Catalogue of Life.